# Nino Ilari
Nino Ilari (Roma, 13 agosto 1862 – Roma, 3 aprile 1936) è stato un poeta, drammaturgo e giornalista italiano.

## Biografia
Trasteverino, nacque al nº 9 di via della Paglia da poverissima famiglia, motivo per cui da ragazzo si adattò a svolgere mestieri umili e faticosi: il cascherino, lo scrivano in un botteghino del lotto finché, portatosi avanti caparbiamente negli studi, poté trovare impiego come archivista del Ministero del Tesoro. 
Ciclista, pescatore, enigmista, dicitore di versi, Ilari fu con Giggi Zanazzo e Adolfo Giaquinto al Rugantino, a partire dalla riedizione del 1887. La sua opera migliore sono i tre volumi Trasteverine e Monticiane (1894), insuperato affresco, vivido e realistico delle popolane dei rioni di Monti e Trastevere.
Ilari fondò e diresse vari fogli dialettali, come Orazio Còccola (traduzione popolaresca di Orazio Coclite) nel 1894 e Amico Cerasa nel 1921; redasse anche l'edizione romana del giornale milanese In Tramway (1904) e partecipò fin dall'inizio alla fioritura delle canzoni romanesche del festival di S. Giovanni, scrivendo il testo de Le streghe (1891), Chi se ne... (1892), Evviva la migragna! (1893), Appresso a la reale (1893) e la celeberrima Affaccete Nunziata (1893), con musica di Antonio Guida. Fu redattore de "il Messaggero" a partire dal 1898. Nella sua rubrica Valigia pubblicò molti dei suoi versi dialettali romaneschi. 
Ha pubblicato anche vari romanzi d'ambiente romano popolare: I vaschi della bujosa (in italiano: i signori della prigione), prima in appendice al "Messaggero" (aprile 1895) e poi in volume autonomo, che ebbe varie ristampe e che fu ridotto per il teatro da Ruggero Rindi; Il teschio misterioso (1906); Il delitto di Trastevere ecc. Al teatro romanesco ha dato molti lavori drammatici dei quali il maggiore è Malaria, che fu recitato con successo al Teatro Argentina nel 1912. Altri lavori per il teatro sono Er Cicerone (1889) e Bartolomeo Pinelli (1900), realizzate in collaborazione con Gennaro Visconti. Entrambe furono musicate da Giovanni Mascetti.
Nel 1919, per aver partecipato allo sciopero degli statali, perse il lavoro al Ministero del Tesoro.